# Dikdikek
A dikdikek (Madoqua) az emlősök (Mammalia) osztályának párosujjú patások (Artiodactyla) rendjébe, ezen belül a tülkösszarvúak (Bovidae) családjába és az antilopformák (Antilopinae) alcsaládjába tartozó nem.

## Leírásuk
A dikdikek Afrika keleti és déli bozótosainak lakói. E fajok átlagos fej-testhosszuk 50-70 centiméter, marmagasságuk 30-40 centiméter és testtömegük körülbelül 3-6 kilogramm. A legkisebb antilopok közé tartoznak. Méretük ellenére élettartamuk elérheti a 10 éves kort is. A dikdikek arról a riasztó hangjelzésről kapták a nevüket, melyet menekülésük közben hallatnak.

## Rendszerezés
A nembe az alábbi 4 élő faj tartozik:
- Günther-dikdik (Madoqua guentheri) Thomas, 1894
- Kirk-dikdik (Madoqua kirkii) (Günther, 1880)
- szomáli dikdik (Madoqua piacentinii) Drake–Brockman, 1911
- Salt-dikdik (Madoqua saltiana) (de Blainville, 1816) - típusfaj

## Fordítás
- Ez a szócikk részben vagy egészben  a   Dik-dik című angol Wikipédia-szócikk ezen változatának fordításán alapul.  Az eredeti cikk szerkesztőit annak laptörténete sorolja fel. Ez a jelzés csupán a megfogalmazás eredetét és a szerzői jogokat jelzi, nem szolgál a cikkben szereplő információk forrásmegjelöléseként.